# Rasząg
Rasząg [ˈraʂɔnk] (tiếng Đức: Raschung)  là một ngôi làng thuộc khu hành chính của Gmina Biskupiec, thuộc huyện Olsztyński, Warmińsko-Mazurskie, ở miền bắc Ba Lan. Nó nằm khoảng 7 kilômét (4 mi)   phía tây nam Biskupiec và 27 km (17 mi) về phía đông của thủ đô khu vực Olsztyn.